# São José (Santa Maria)
São José és un barri de la ciutat brasilera de Santa Maria, Rio Grande do Sul. El barri està situat al districte de Sede.

## Villas
El barri amb les següents villas: Jardim Lindóia, Loteamento Barroso, Parque do Sol, São José, Vila Farroupilha, Vila Figueira, Vila Sarandi, Vila Sargento Dornelles.

## Galeria de fotos

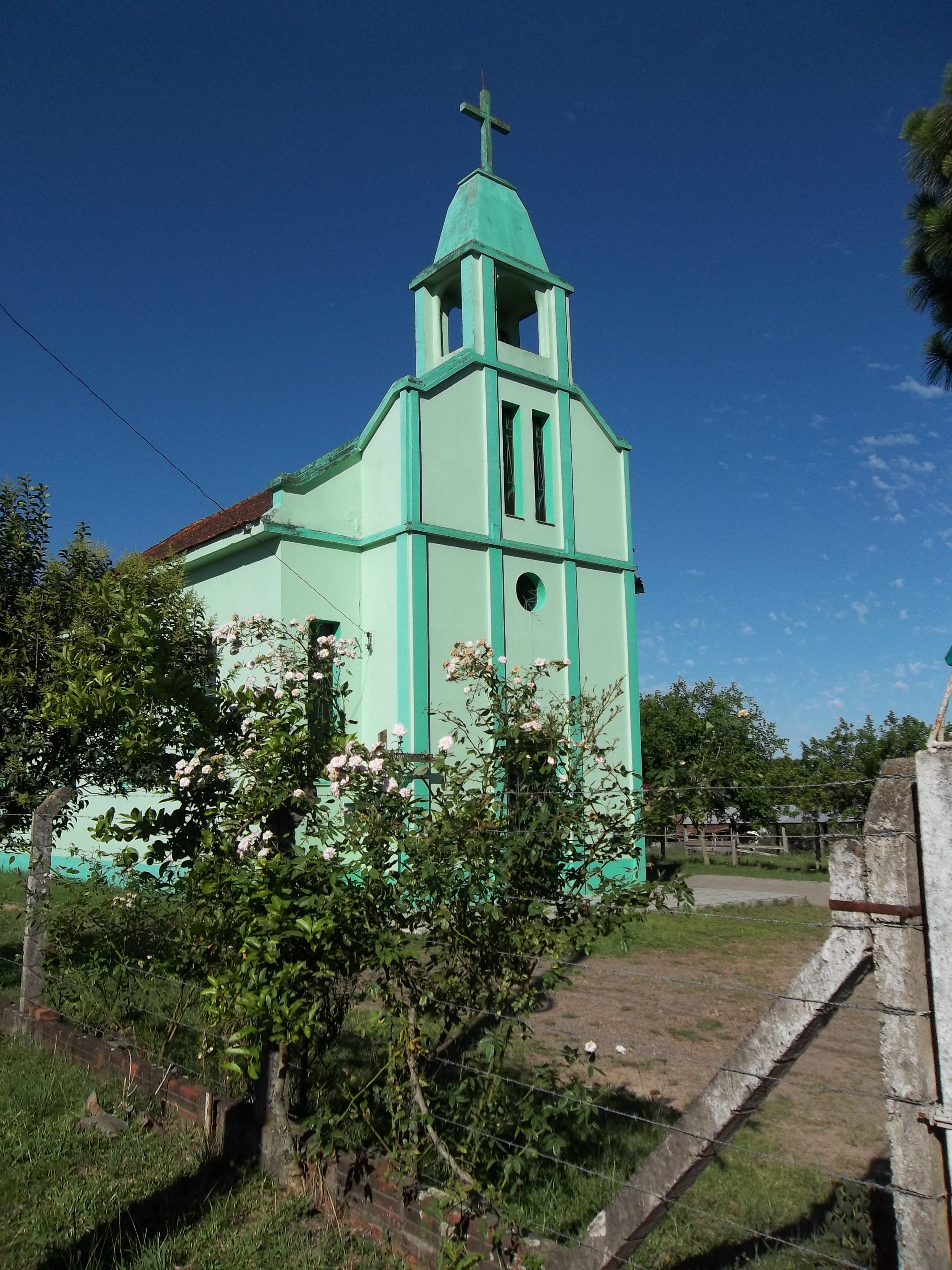
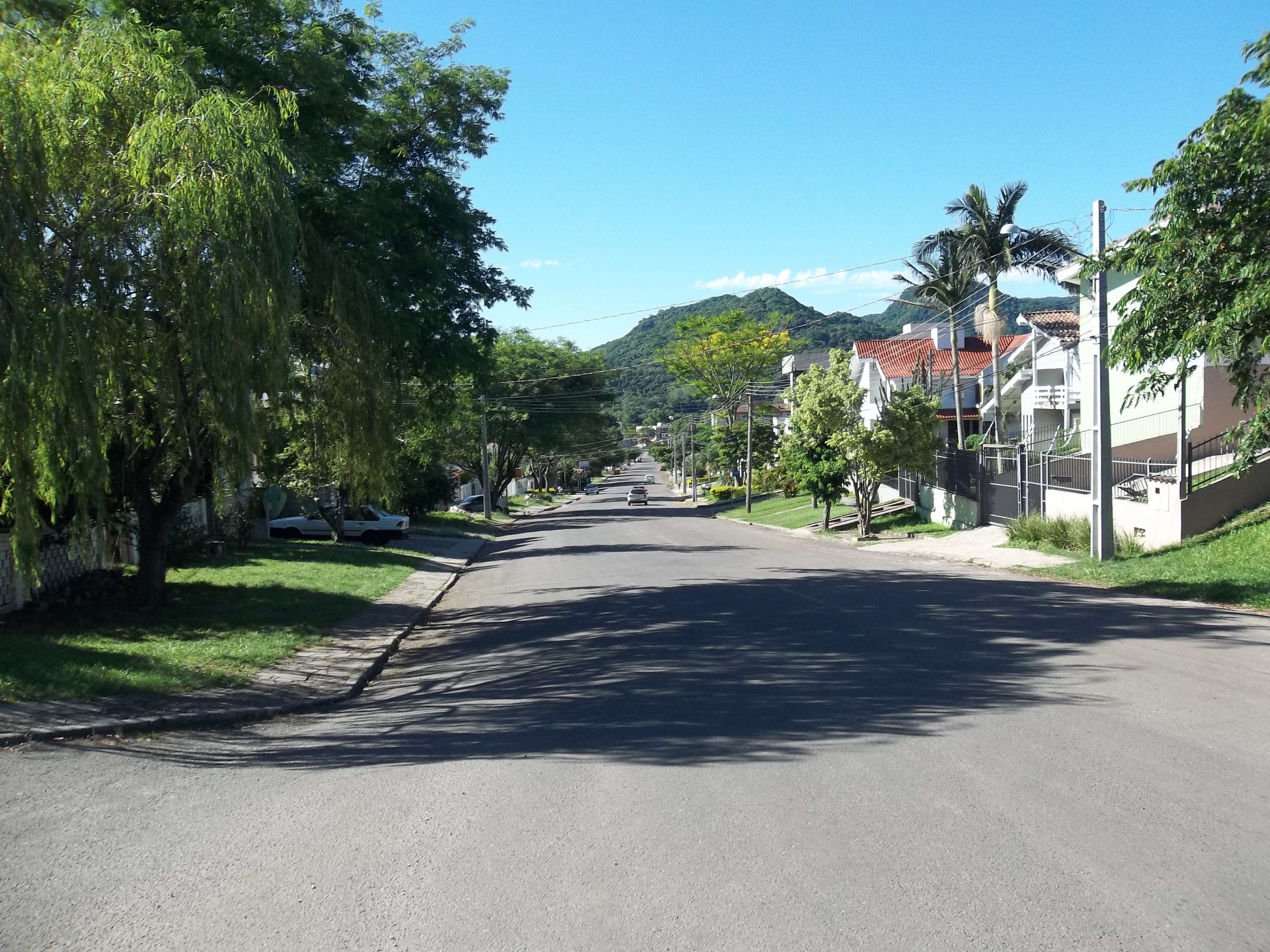
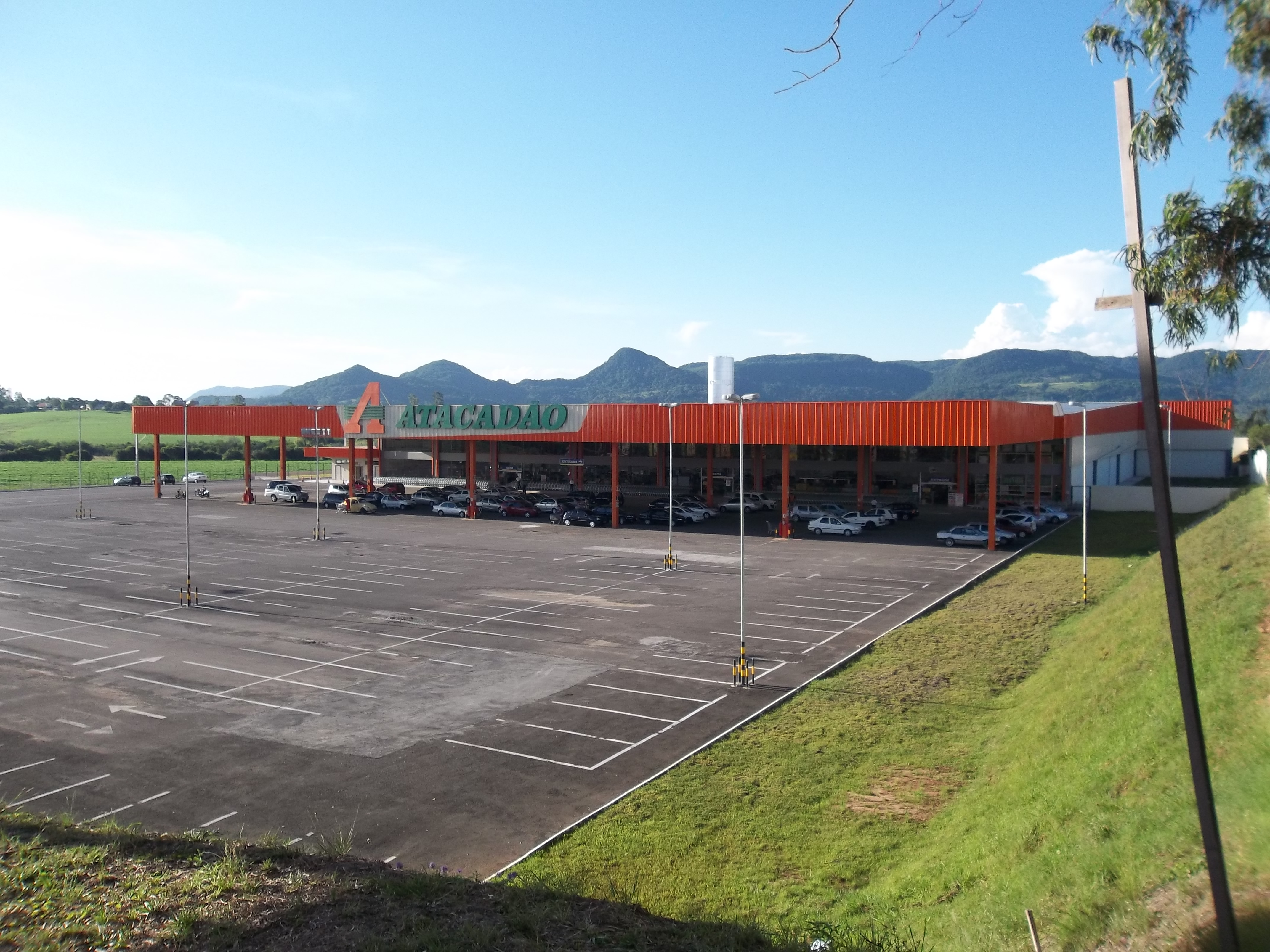

| Km 3                       | Pé de Plátano                       | Pé de Plátano |
| Cerrito                    |                                     | Camobi        |
| Diácono João Luiz Pozzobon | Diácono João Luiz Pozzobon / Camobi | Camobi        |